# Haller-kastély (Kapjon)
A kapjoni Haller-kastély műemlék épület Romániában, Kolozs megyében. A romániai műemlékek jegyzékében a  CJ-II-m-B-07576 sorszámon szerepel.